# ヨミウリウェイ
ヨミウリウェイは、山形県を対象地域とする月刊のフリーペーパーである。キャッチコピーは"読者とつくる女性のための2ウェイコミュニケーション誌"。

## 概要
1999年１月創刊。判型はタブロイド。山形県内発行部数1位を誇るフリーペーパーである。2018年現在山形県内に毎月153,000部発行している。山形の街ネタやグルメ、人など地域情報が掲載されている。
山形県内の読売新聞購読者に毎月10日新聞と共に配達される。その他に読売新聞販売所を拠点に山形市内や周辺地域（天童市・寒河江市・上山市など）にポスティング、設置、企業への直接配布も行っている。きらやか銀行、荘内銀行には全支店に設置されている。
購読層は女性が多く、20代から40代の女性をターゲットにした誌面づくりを行っている。また、20代から40代の女性からなるヨミウリウェイの読者サポーター「ウェイ・クラブ」も存在し、毎号のアンケートをはじめとした編集、取材など誌面づくりに参加している。
ヨミウリウェイ掲載の広告にARコードを付ける事が可能である。

## 主なコーナー
- MY WAY PEOPLE
- EVENT INFORMATION!
- SMILE★10
- VOICE WAY
- Premium COLUMN

など